# Martin Gerbert

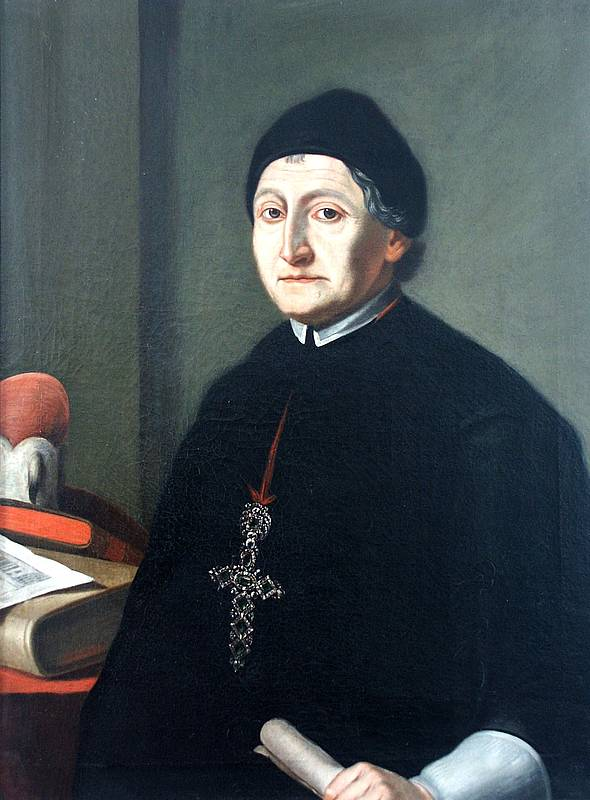
Abt Martin Gerbert mit Pektorale, Gemälde im Refektorium des ehemaligen Benediktinerpriorats Oberried

Martin Gerbert (* 11. August 1720 in Horb am Neckar als Franz Dominikus Bernhard Gerbert von Hornau; † 13. Mai 1793 in St. Blasien) war Fürstabt des Klosters St. Blasien. Er war ein bedeutender Musikhistoriker und Repräsentant des frühneuzeitlichen gelehrten Benediktinertums im Schwarzwald.

## Leben

### Familie
Martin Gerbert entstammte der angesehenen Horber Familie Gerbert von Hornau, die von Kaiser Ferdinand II. (1578–1637) in den Adelsstand erhoben worden war, nicht aber deren 1686 in den böhmischen Ritterstand erhobenen Seitenzweig. Martin Gerbert schrieb sich selbst nicht mit dem Zusatz von Hornau, nur auf einem Geschenk an seine Taufkirche, die
Stiftskirche zum Hl. Kreuz in Horb, einem Messkelch, ließ er seinen ganzen Namen eingravieren.
Der Vater des späteren Fürstabts Martin Gerbert war der Handels- und Ratsherr Anton Gerbert aus Horb am Neckar, dieser war verheiratet in erster Ehe mit Maria Magdalena Aumayer († 1705) aus Rottenburg am Neckar. Seine Mutter Anna Maria Riegger war die zweite Frau seines Vaters und stammte aus einem alten Villinger Geschlecht, über sie war er verwandt mit Paul Joseph von Riegger und Josef Anton von Riegger. Ein Bruder, Johann Franz Albrecht Gerbert (1706–1768), war Amtmann und Obervogt der Klöster Tennenbach und Petershausen und wurde später Hofrat in St. Blasien. Der Taufpate von Martin Gerbert und seinem Bruder war Abt Plazidus Zurlauben des Klosters Muri. Insgesamt hatte er 16 Geschwister. Über sie bzw. über seinen Onkel, den Goldschmied Johann Jakob Gerbert (1674–1746), war er zudem verwandt mit Paul von Schanz und Paul Leopold Haffner.

### Ausbildung, Reisen und erste Werke
Als fünfjähriges Kind erlebte er den großen Stadtbrand von Horb am 17./18. Januar 1725, bei dem von 280 Häusern 201 abbrannten. Sein Elternhaus war wohl der spätere Gasthof Schwarzer Adler am Aispachbrunnen, der davon nicht betroffen war.
Er erhielt seinen ersten Unterricht in Horb an der Stadtschule im Rechnen, Schreiben, Religion und in der Musik. Es folgte der Besuch am Konvikt in Ehingen an der Donau, danach besuchte er die von Jesuiten geleitete Lateinschule in Freiburg im Breisgau und die Schule in Klingnau. Kurz darauf kam er in die Klosterschule in St. Blasien.
Im Spätsommer 1736 trat er in das Kloster ein, erhielt am 28. September 1737 die Profeß und nahm den Ordensnamen Martin an. Sein Amtsvorgänger Meinrad Troger erkannte seine Fähigkeiten und Begabungen und förderte ihn. Er wurde nun für etwa zehn Jahre Professor für Philosophie und Theologie (1746) der Klosterschule, in der er sich besonders um weitere begabte Schüler bemühte. Meinrad ernannte ihn auch alsbald zum Bibliothekar und sandte ihn zur weiteren Fortbildung auf Reisen, diese führten ihn nach Deutschland, Italien und nach Frankreich. Er sammelte Materialien zur mittelalterlichen Liturgie- und Musikgeschichte und zur Geschichte der Klöster und traf auf viele bedeutende Persönlichkeiten. Da Gerbert zunächst mit der Verwaltung der Klosterbibliothek betraut war, begann er mit kirchengeschichtlichen Studien. Das Spezialobjekt seiner Untersuchungen wurde die Geschichte des Kirchengesangs im Mittelalter. In der Folge entwickelte er sich zu einem bedeutenden Musikhistoriker der Neuzeit. Sein Interesse für die Musik führte zur Bekanntschaft mit Christoph Willibald Gluck, der sein Freund wurde. 1760 sammelte er auf seinen Reisen Abschriften mittelalterlicher Traktate über Musikgeschichte und -theorie aus Klosterbibliotheken. In Bologna freundete er sich mit Padre Martini an; beide tauschten ihre reichen Erfahrungen aus. Das erste Ergebnis war der Reisebericht Iter Alemannicum.
Es folgten 1774 das bedeutende zweibändige Werk De cantu et musica sacra, die Monumenta und schließlich Scriptores ecclesiastici. Die letztgenannte Schrift – eine sehr umfangreiche Quellensammlung in drei Bänden – umfasst die wesentlichen musiktheoretischen Schriften vom 3. Jahrhundert bis zum Ausgang des Mittelalters und war in der Folgezeit von größter Bedeutung für das Studium der mittelalterlichen Musikgeschichte.

### Wirken als Abt
Am 15. Oktober 1764 wurde er zum Abt erwählt. Unter der Herrschaft von Martin II. (wegen des ehemaligen Abtes Martin Meister I.) entwickelte sich St. Blasien zu einem bedeutenden Zentrum der methodischen Geschichtsforschung. So veröffentlichte er eine dreiteilige Historia Nigrae Silvae (1783–1788). Auf seine Weisung hin begann der Hofkaplan Trudpert Neugart mit der Darstellung der Geschichte der deutschen Diözesen, die unter dem Projektnamen Germania Sacra bis heute weitergeht.
Noch 1764 ließ er den Bau von Schloss Bürgeln im Markgräflerland fertigstellen. Gerbert gründete 1765 die „Waisenkasse Bonndorf“, Vorläuferin der Sparkasse Bonndorf-Stühlingen, die damit die zweitälteste Sparkasse in Deutschland ist.

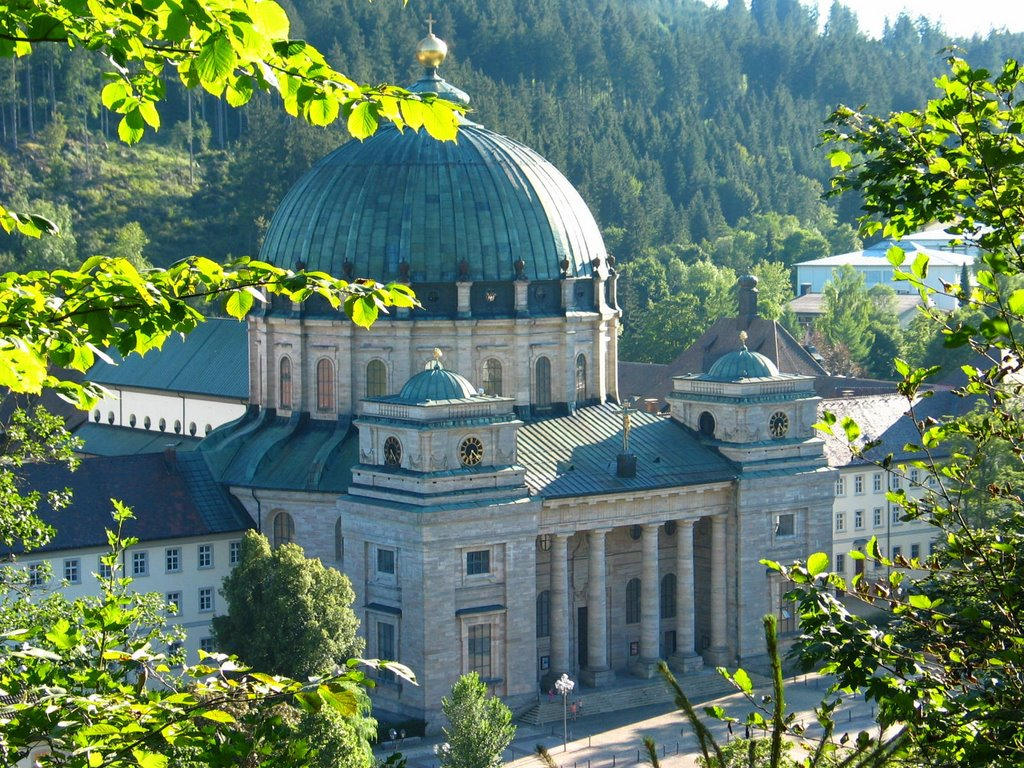
Der Dom in St. Blasien wurde unter Abt Martin II. erbaut

Seine bedeutendste Leistung und Zeugnis seiner Tatkraft war der 1783 als völlige Neukreation fertiggestellte Wiederaufbau des Doms von St. Blasien nach dem Großbrand des Klosters und der Klosterkirche 1768.
Die Feierliche Übersetzung der kaiserlich-königlichen-auch-herzoglich-österreichischen höchsten Leichen am 14. November 1770 war eine weitere von Fürstabt Martin Gerbert initiierte kirchenpolitische Maßnahme zum Erhalt der Benediktinerabtei St. Blasien im Vorfeld der Säkularisation. Die bereits eingeplante Habsburgergruft unter der Domkuppel wurde jedoch nie fertiggestellt. Welchen bemerkenswerten Eindruck Abt Gerbert auch auf aufgeklärte Zeitgenossen machte, überliefert die Schilderung des Besuches von Friedrich Nicolai im Kloster 1781. Einen Einblick in die nun folgenden Epoche gibt unter anderem der Briefwechsel mit dem Abt Ignaz Speckle des Nachbarklosters St. Peter.
1778 erwarb er für das Kloster das Eisenwerk Albbruck. Im Jahr 1791 gründete er die Rothaus-Brauerei – heute „Badische Staatsbrauerei Rothaus“ – als Maßnahme zur Förderung der Wirtschaft und als gesünderes Getränk (die Einheimischen bevorzugten bis dahin den selbstgebrannten Schnaps Brenz) in seinem Schwarzwälder Herrschaftsgebiet.

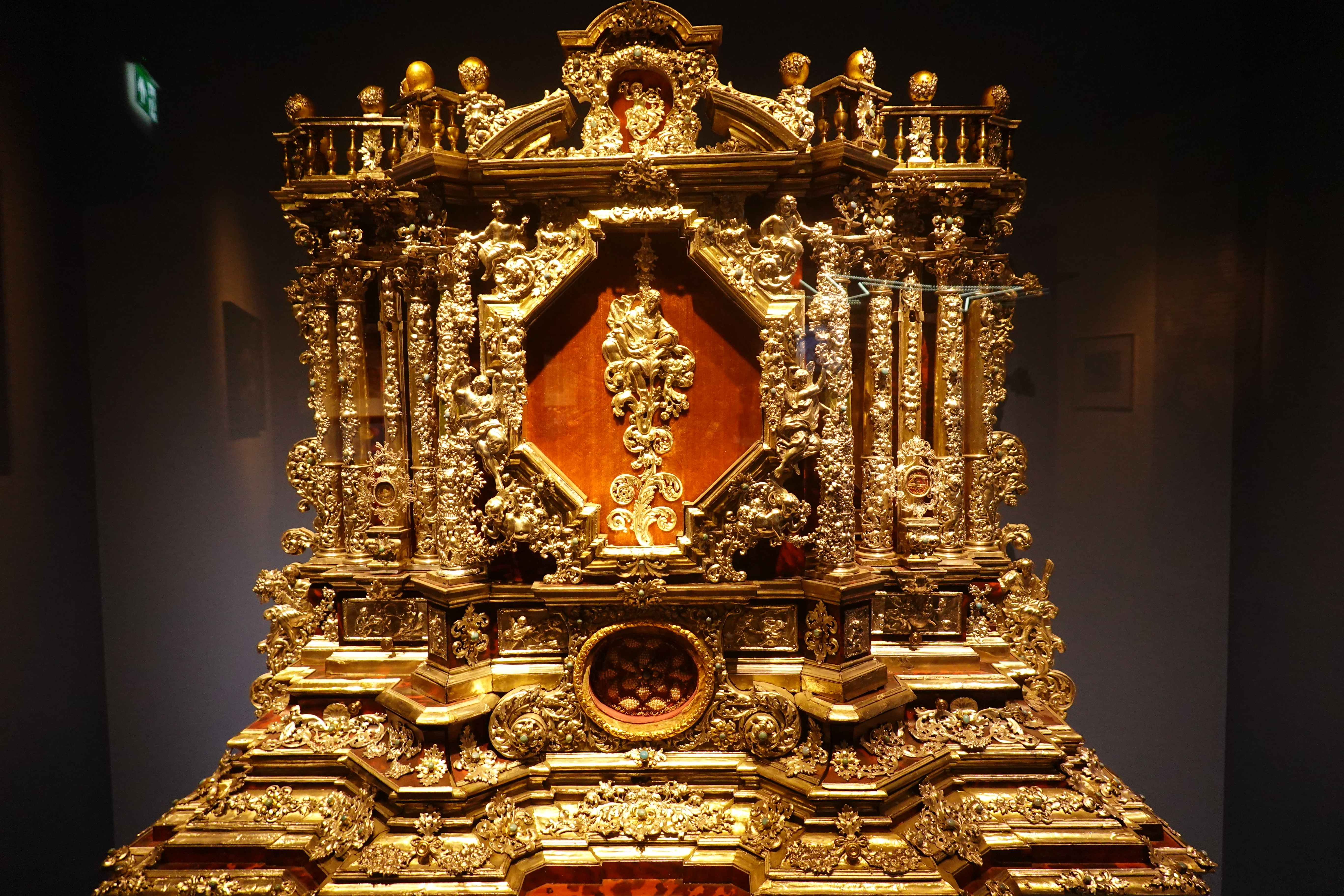
'Hausaltar': 1780 von Abt Gerbert für St. Blasien erworben, heute im Stiftsmusem St. Paul

Nach dem Tod Maria Theresias erfolgte unter dem neuen Kaiser Joseph II. eine strenge Politik gegen die Klöster und Seelsorgegemeinschaften, die damit endete, dass die Einnahmen abgegeben und die Studien (1783) eingestellt werden mussten. Gegen diesen Josephinismus des österreichischen Landesherrn wehrte sich Gerbert entschieden: Er reiste nach dem Tod des Kaisers Joseph II. im Jahr 1790 mit einer Delegation nach Wien, um bei dem etwas anders gesinnten Kaiser Leopold die Bestätigung zum Erhalt seines Klosters zu erreichen, jedoch vergeblich. Den Beginn der Französischen Revolution erlebte er noch, deren Folgen jedoch nicht mehr: Er verstarb am 13. Mai 1793; sein Wunsch war es gewesen, vor der Tür des Domes beerdigt zu werden, damit jeder, der den Dom betrete, für ihn beten könne. Dies brachten seine Mitbrüder jedoch nicht fertig, sie bestatteten ihn im Dom vor dem Chor. Zu seiner Beerdigung kamen zahlreiche Persönlichkeiten, die Grabrede hielt der Pater Johann Baptist Weiß.

## Ehrungen

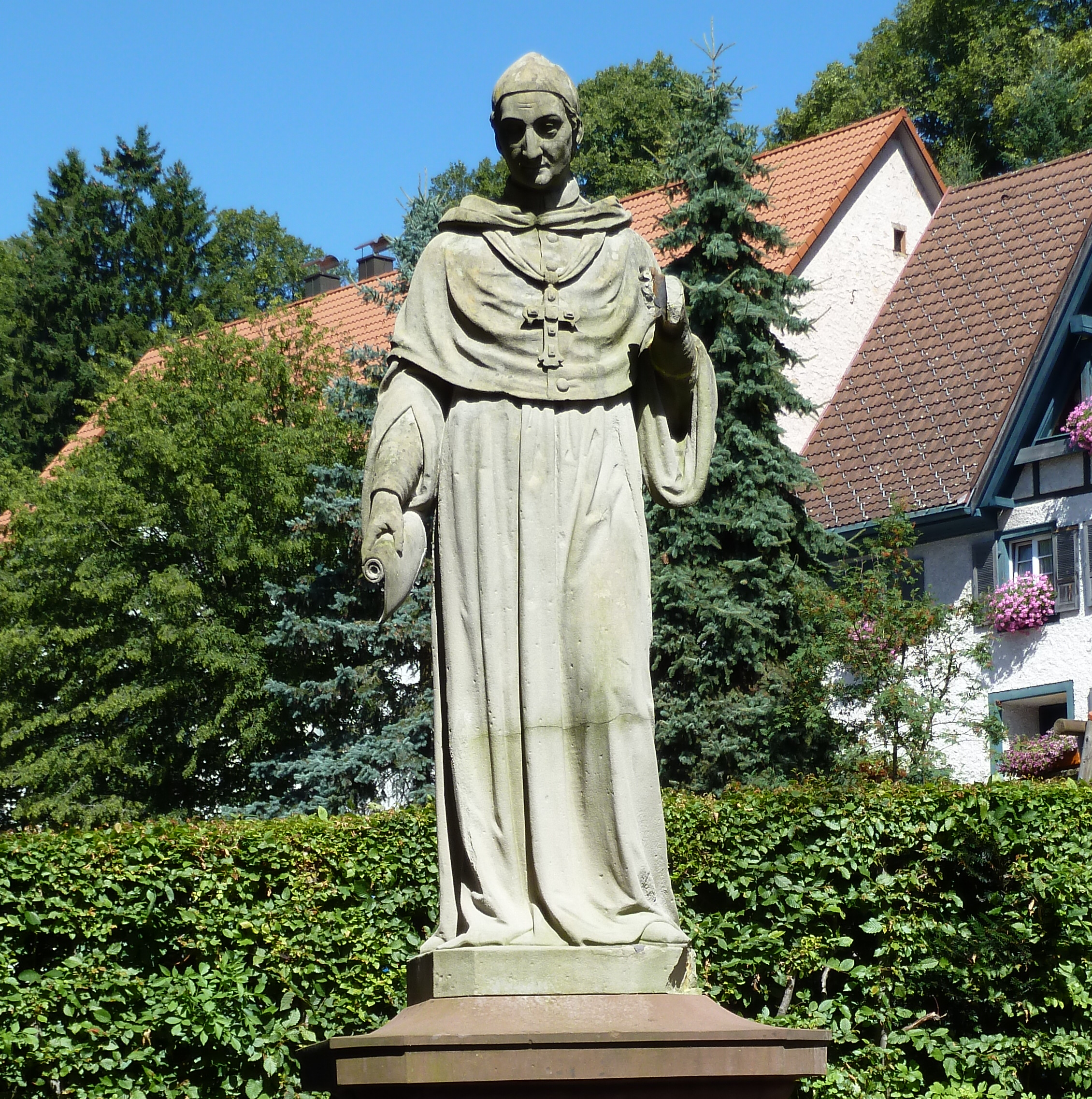
Denkmal von Franz Xaver Reich aus dem Jahr 1856 im Bonndorfer Martinsgarten (vor der Restaurierung von 2011/2012)

1778 wurde er zum Ehrenmitglied der Göttinger Akademie der Wissenschaften gewählt. Seit 1783 war er auswärtiges Mitglied der Bayerischen Akademie der Wissenschaften. Bereits zu Lebzeiten, im Jahr 1783, wurde eine Gedenkmünze zu Ehren Gerberts veröffentlicht. Gerberts Zeitgenosse Friedrich Nicolai berichtet, dass darauf das Profil von Gerberts Kopf zwar gut getroffen wurde, er jedoch nicht so fleischige Backen und einen so lippenlosen Mund besessen habe. Dennoch diente die Münze häufig als Vorlage für Gerbert-Bildnisse in der Region um St. Blasien. Zufriedener zeigte sich Nicolai mit dem Porträt von Egid Verhelst aus der Allgemeinen Deutschen Bibliothek. Heute findet sich ein Medaillon mit Gerberts Profil auf einem Stein in der Nähe des Doms zu St. Blasien. Den Bonndorfer Martinsgarten ziert seit 1856 ein Denkmal von Franz Xaver Reich (1815–1881), das im Winter 2011/2012 restauriert wurde. Im Zuge dieser Restauration wurde auch der verschwundene Krummstab ersetzt. Jedoch zeigt die Krümme nicht mehr nach innen, sondern nach außen, wie es bei einem Bischof der Fall wäre.
Nach Gerbert wurde die frühere Lateinschule in Horb Martin-Gerbert-Gymnasium benannt. Auch die Fürstabt-Gerbert-Schule und Fürstabt-Gerbert-Straße in St. Blasien und in Horb a. N. tragen seinen Namen, ebenso die Gerbertstraße in Freiburg im Breisgau. In Bonndorf ist mit der Martinstraße zudem die Hauptstraße der Stadt nach ihm benannt.
Die Stadt St. Blasien vergibt den Fürstabt-Gerbert-Preis. Bisherige Preisträger:
- 1970: Wolfgang Müller
- 1975: Hugo Ott
- 1979: Hermann Jakobs
- 1983: Katholische Pfarrgemeinde St. Blasien (Als Nachfolgerin des Klosters und Hüterin des Erbes)
- 1986: Rudolf Morat (Autodidakt)
- 1989: Johannes Gut (Alt-Kollegianer und Jurist)
- 1993: Alfons Deissler
- 1997: Claus Peter Hilger und Konrad Sutter (Autodidakten)
- 2002: Abtei St. Paul, Österreich (Nachfolgeabtei der Benediktinerabtei St. Blasien)
- 2009: Joachim Wollasch
- 2014: Thomas Mutter

## Schriften
- De recto et perverso usu theologicæ scholasticæ, 1758 (Digitalisat)
- De æqua morum censura adversus rigidiorem et remissiorem, 1763 (Digitalisat)
- Iter Allemannicum, accedit Italicum et Gallicum, 1765 (deutsche Ausgabe: Des hochwürdigsten Herrn, Herrn Martin Gerberts … Reisen durch Alemannien …, 1767; Digitalisat)
- mit Franz Kreutter: Feyerliche Uebersetzung der kayserlich-königlich- auch herzoglich-oesterreichischen höchsten Leichen aus ihren Grabstädten Basel und Königsfelden in der Schweiz nach dem fürstlichen Stift St. Blasien auf dem Schwarzwald den 14ten Wintermonats 1770., (Uffizin des Klosters St. Blasien), St. Blasien, 1770, 38 S. books.google.de
- De translatis Habsburgo-Austriacorum principum, eorumque coniugum cadaveribus ex ecclesia cathedrali Basileensi et monasterio Koenigsveldensi in Helvetia ad Conditorium novum monasterii S. Blasii in silva nigra, Typis San-blasianis, 1772; Neuauflage 1785 unter dem Titel: Crypta San Blasiana nova principum Austiacorum translatis eorum cadaveribus ex cathedrali ecclesia Basileensi et monasterio Koenigsfeldensi in Helvetia anno MDDLXX ad conditiorum novam monasterii S. Blasii in nigra siva. bildsuche.digitale-sammlungen.de
- Codex epistolaris Rudolphi I. Romanorum regis locupletior ex Mss. bibliothecae ceas. Vindobonensis editus ac commentario illustratus. Praemittuntur Fasti Rudolphini seu rerum gestarum gloria, ex ipsis cum epistolis, tum aliis antiquis monumentis et scriptoribus. Accedunt Auctaria Diplomatum, cum indice. St. Blasien, Klosterdruckerei, 1772
- De cantu et musica sacra, a prima ecclesiae aetate usque at praesens tempus, 1774
- Monumenta veteris liturgiae Alemanicae, 1777–1779 (Digitalisat)
- Historia Nigrae Silvae ordinis Sancti Benedicti coloniae, 1783–1788 (Digitalisate: Bd. 1, Bd. 2, Bd. 3), seit 1993 auch in Deutsch erschienen, übersetzt von Adalbert Weh
- Scriptores ecclesiastici de musica sacra potissimum, 1784
- De Rudolpho Suevico Comite de Rhinfelden, Duce, Rege Deque Eius Inlustri Familia Ex Augusta Ducum Lotharingiae, 1785
- Ecclesia Militans Regnum Christi in Terris, in suis Fatis repræsentata, 1789 (Digitalisat)
- De sublimi in evangelio Christi juxta divinam Verbi incarnati œconomian, 1793 (Digitalisat)

## Klosterbibliothek Oberried und Kreismuseum St. Blasien
Die Bücher und Handschriften der ehemaligen Klosterbibliothek St. Blasien und die Privatbibliothek Gerberts befinden sich heute grossteils im Stift St. Paul im Lavanttal ebenso die Kunstschätze und die Münzsammlung. Die Einrichtung der Klosterdruckerei kam über die Universität Freiburg an das Verlagshaus Herder. Die Kupferplatten für die Kupferstiche wurden als Altmetall verkauft.
Eine neuzeitliche und öffentlich zugängliche Sammlung der von Martin Gerbert verfassten oder herausgegebenen Bücher befindet sich im Bestand der Fürstabt-Gerbert-Sammlung in der Klosterbibliothek Oberried im Kloster Oberried. Diese Bücher wurden fast alle in der zum Kloster St. Blasien gehörenden und unter Abt Gerbert gebraucht erworbenen und neu eingerichteten Klosterdruckerei St. Blasien gedruckt, der Druckort ist ab 1764 durchgängig angegeben mit: Typis San-Blasianis. Einige  Bilder und Werke befinden sich auch im Kreismuseum St. Blasien.